# Villadia chihuahuensis
Villadia chihuahuensis là một loài thực vật có hoa trong họ Crassulaceae. Loài này được (S. Watson) Jacobsen miêu tả khoa học đầu tiên năm 1958.